# Cerinosterus
Cerinosterus is een monotypisch geslacht van schimmels  in de familie Dacrymycetaceae. Door verschillende herindelingen is volgens Index Fungorum de enige soort Cerinosterus luteoalbus (peildatum december 2023).